# Park Won-soon
Park Won-soon (Changnyeong, 26 de março de 1956 - 9 de julho de 2020) foi um advogado e político sul-coreano, foi prefeito da capital da Coreia do Sul, Seul de 27 de outubro de 2011 até 9 de julho de 2020, dia da sua morte. Foi eleito para este cargo de forma independente (sem nenhuma filiação política), mas com apoio do Partido Democrático e do Partido Democrático Trabalhista. Sua vitória, portanto, é vista como um golpe particular ao Grande Partido Nacional à época das eleições de 2011 e um forte apoio à candidatura de Park Geun-hye à presidência do país.
Antes de sua eleição, Park teve uma história de trinta anos envolvendo justiça social e ativista dos direitos humanos, iniciada ainda quando estudava na Universidade Nacional de Seul, em 1970, ano em que foi expulso por protestar contra as políticas do então presidente Park Chung-hee e, dessa forma, ser preso por quatro meses. Em 1994, ele foi o principal fundador da organização sem fins lucrativos Solidariedade do Povo para a Democracia Participativa, a qual monitora práticas reguladoras do governo e luta contra a corrupção política. Em 2002, Park restituiu essa organização e deu atenção à The Beautiful Foundation, um grupo filantrópico que promove serviço à comunidade e aborda questões de desigualdade de renda e concentração fundiária. Fundou, em 2006, o Instituto Hope, um grupo de reflexão destinado a promover propostas de intervenção oara os problemas sociais, educacionais, ambientais e políticos de diversos municípios sul-coreanos.
Em 2005, foi um dos comissários da Comissão Verdade e Reconciliação, a fim de investigar incidentes durante a ocupação japonesa da Coreia na década de 1910 até o fim dos regimes autoritários do país, com a eleição do presidente Kim Young-sam, em 1993. Até sua morte, como prefeito, se filiou em 2014, ao Partido Minjoo, quando concorreu à reeleição e venceu. Nas duas gestões, promoveu um amistoso de futebol entre a Coreia do Sul e a Coreia do Norte em 2012 na cidade em que é prefeito e elogiou o governo japonês na prevenção de desastres naturais no território.
Em 9 de julho de 2020, Park foi declarado desaparecido depois que sua filha relatou seu desaparecimento às autoridades locais em Seul. Foi encontrado morto em um parque na região norte da cidade no início do dia seguinte.